# Yuxarı Əskipara
Yuxarı Əskipara (armenisch Վերին Ոսկեպար, Werin Woskepar) ist ein zerstörtes Dorf in Aserbaidschan. Das Gebiet des Ortes ist vollständig von armenischem Territorium umschlossen, und bildet eine aserbaidschanische Exklave. Es ist weniger als 1 km vom aserbaidschanischen Mutterland entfernt. De jure ist Yuxarı Əskipara ein Teil des Rayon Qazax. Jedoch ist Yuxarı Əskipara de facto seit dem Bergkarabachkrieg 1992 von Armenien besetzt und wird von der Provinz Tawusch verwaltet. Bei der armenischen Okkupation wurde die aserbaidschanische Bevölkerung von der armenischen Armee vertrieben.